# Allées de Verdelais
Les allées de Verdelais sont une esplanade située à Verdelais, dans le département français de la Gironde, en France.

## Localisation
Le site se trouve au cœur du village de Verdelais et s'étend devant la basilique Notre-Dame sur une longueur d'environ 200 m, d'est en ouest. Jouxtant la basilique, se trouve le couvent des Célestins dont une partie a été transformée en mairie et une autre en école communale. Un espace piétonnier a été réservé devant la basilique et le couvent. Divers commerces sont établis le long de cette avenue, tels qu'un café, un hôtel, une épicerie ainsi qu'un bureau de poste et une maison de retraite. La circulation automobile et le stationnement des véhicules y est autorisée, le trafic se faisant en sens unique et d'est en ouest sur la voie nord, à double sens sur la voie sud qui constitue la route départementale D19e6 (partie nord de Saint-Maixant vers l'est). Du côté est de l'esplanade a été érigé, en 1851, un monument dit de la « Bienfaisance généreuse » en remerciement à un bienfaiteur de la commune. À l'extrémité ouest, s'élève une croix votive datant de 1630. et un mur de soutènement avec balustrade  surplombe la route départementale D120 (Saint-Maixant vers le sud et Semens vers le nord).

## Historique
Les allées ont été aménagées au XIXe siècle pour accueillir les fidèles lors des pèlerinages, connus dès le XIIe siècle.
 A cette époque, de nombreuses maisons sont construites sur les Allées, la population désertant le bourg initial situé à Aubiac.
Le site a été inscrit au titre des monuments historiques  par arrêté du 15 mai 2009.

## Notes et références

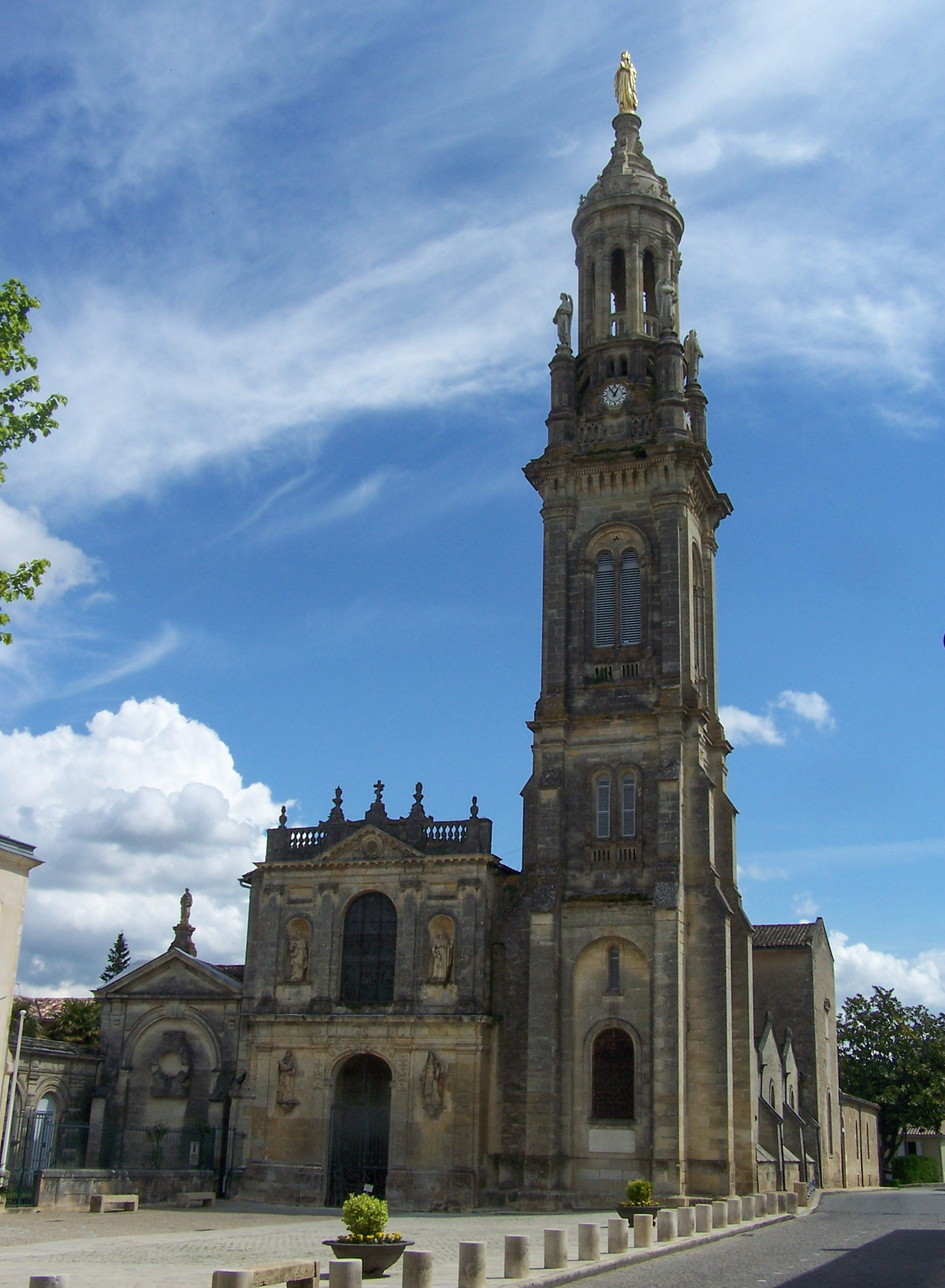
La basilique et l'espace piétonnier à l'extrémité est des allées (avr. 2009)
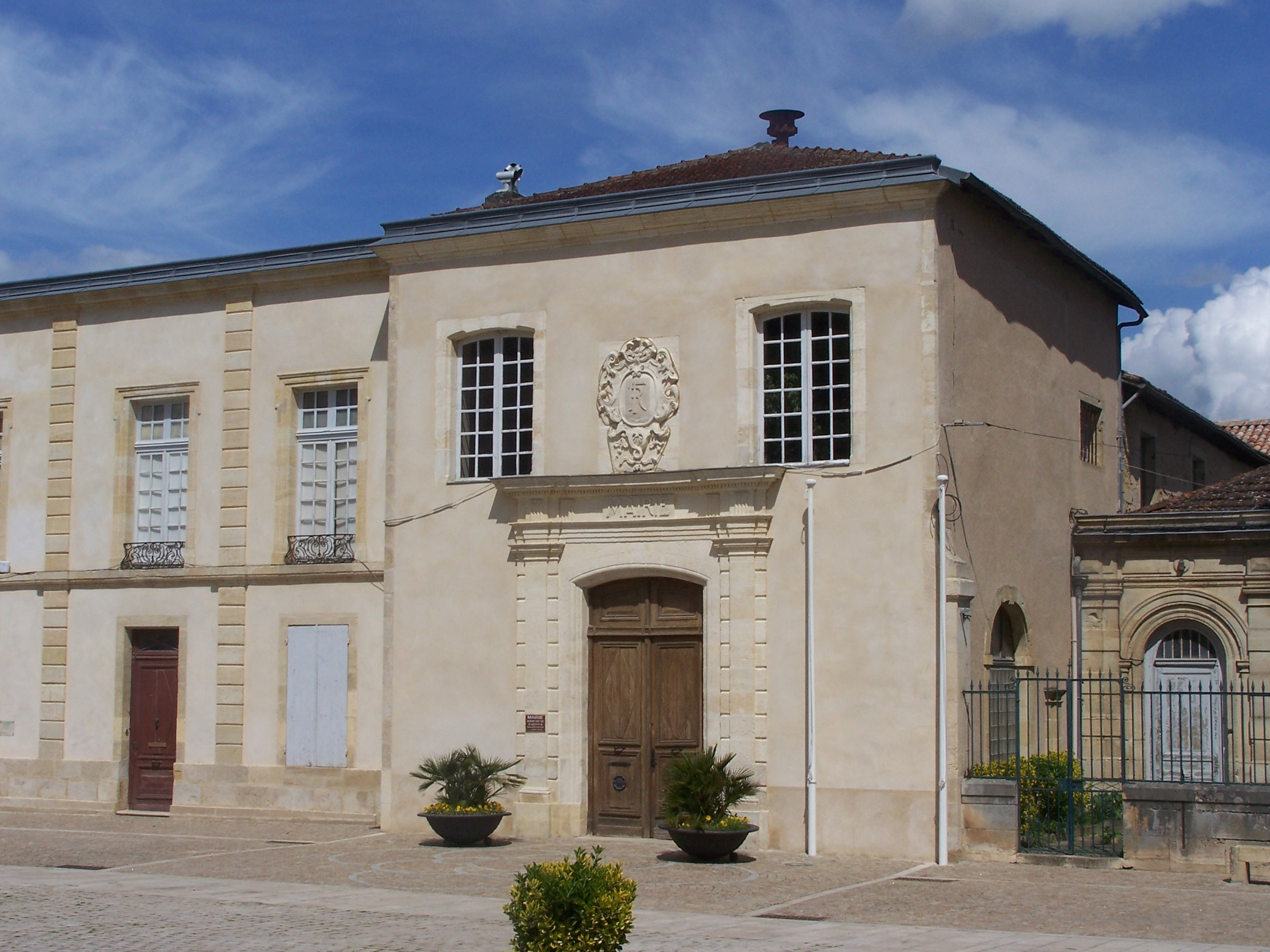
La mairie et l'ancienne école communale, côté nord de l'extrémité est (avr. 2009)
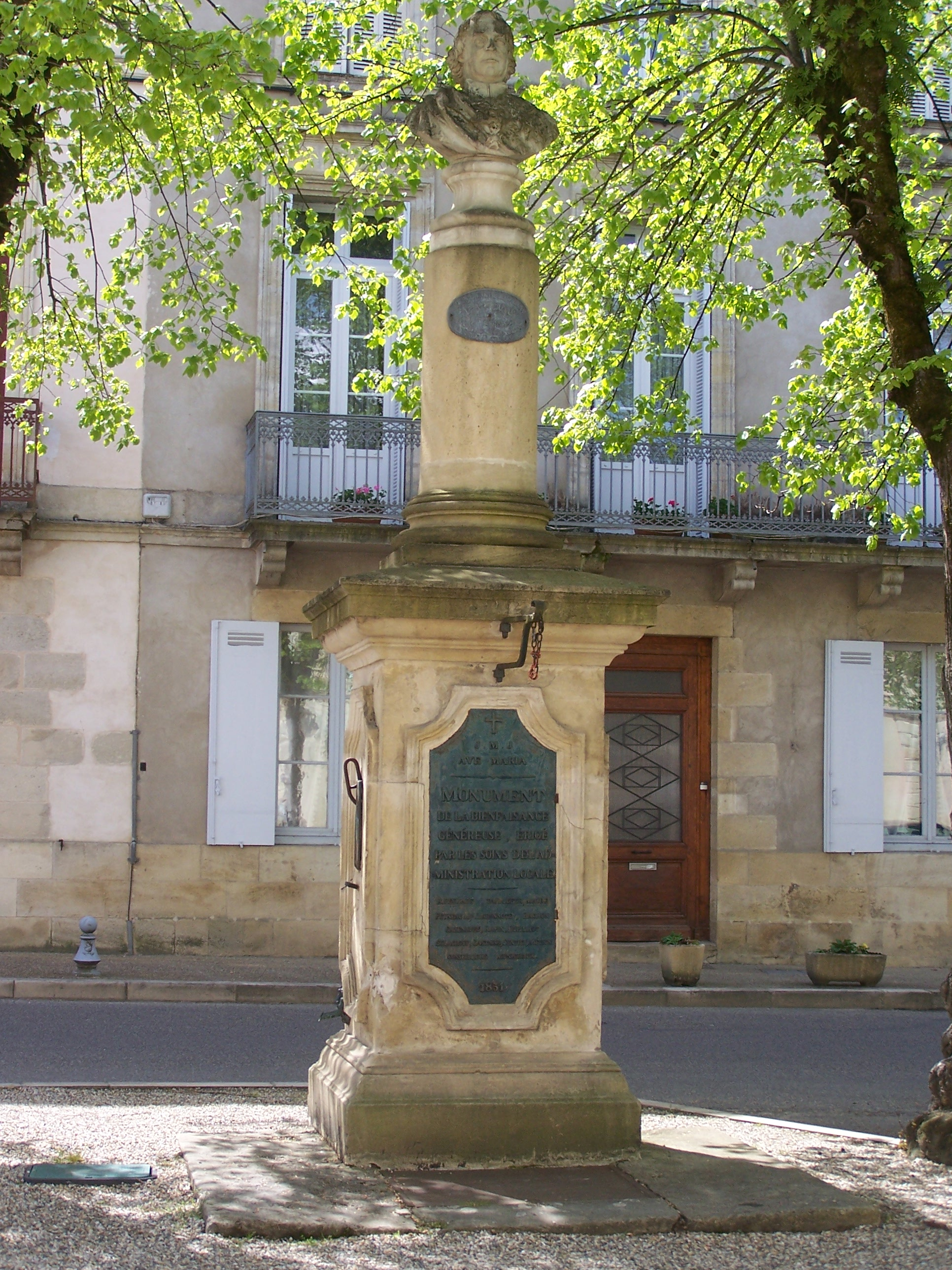
Monument de la « Bienfaisance généreuse » (avr. 2009)
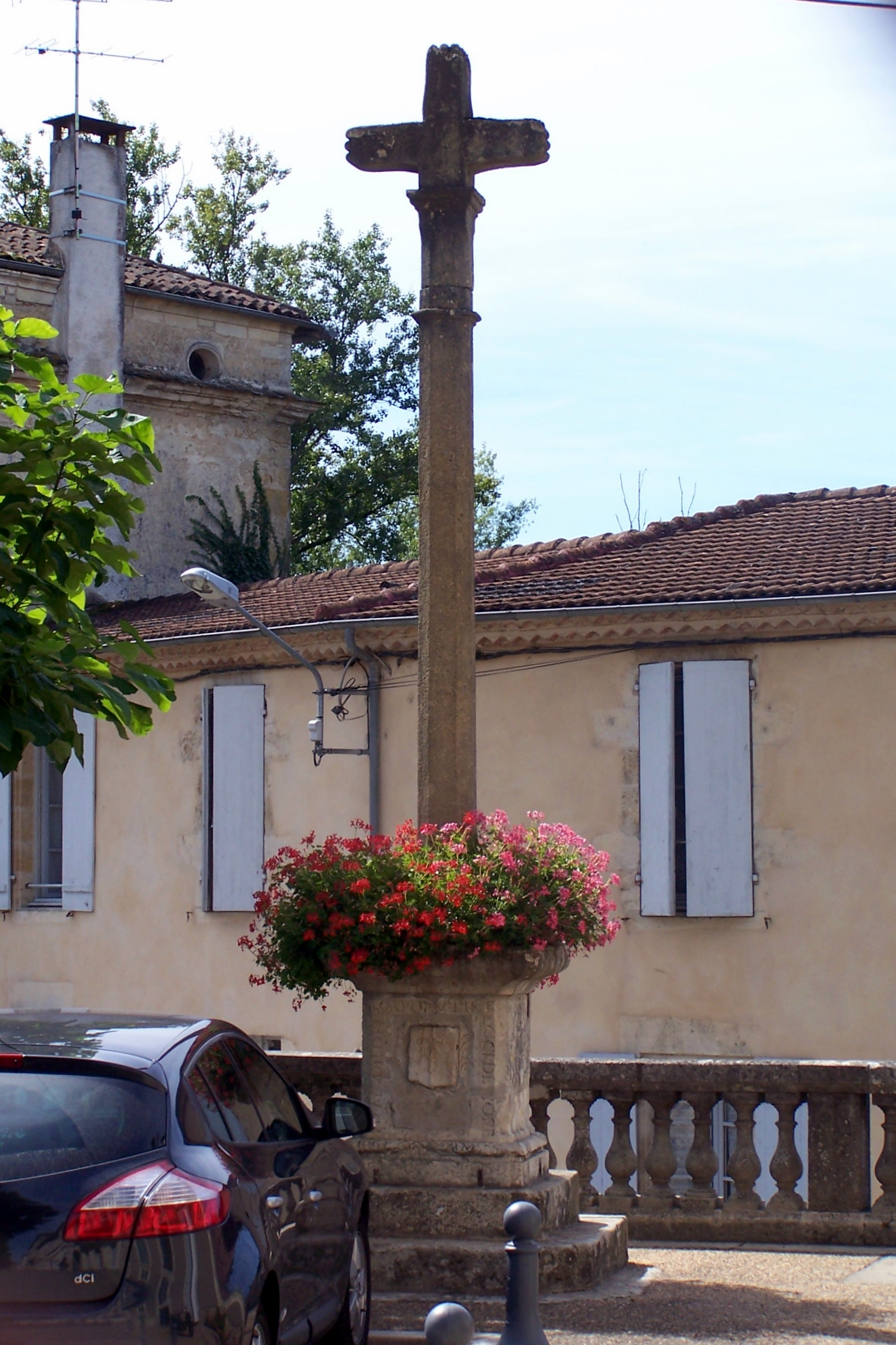
La croix votive à l'extrémité ouest (août 2011)